# Карр, Тони
Энтони Карр (англ. Tony Carr; род. 5 сентября 1950, Боу, Большой Лондон) — английский футболист, нападающий, позже — юношеский координатор и тренер. Ныне — директор по связям с общественностью лондонского клуба «Вест Хэм Юнайтед». Кавалер ордена Британской империи (MBE). Один из самых известных специалистов, работающий с молодёжью и влиятельных людей в английском футболе. Его воспитанниками являются игроки национальной сборной: Рио Фердинанд, Фрэнк Лэмпард, Джо Коул.

## Карьера
Карр родился в Боу, Ист-Лондон, и был юниором в «Вест Хэме», присоединившись в 1966 году в качестве стажера и чистил бутсы известных игроков, участников чемпионата мира Джеффри Херста, Бобби Мура и Мартина Питерса. Карр провел три сезона в качестве игрока молодежной команды, и два в качестве профессионального игрока в основном составе молотобойцев, также играя в резервной команде. В течение одного сезона, Тони играл в «Барнете», прежде чем сломал ногу, которая вывела его из игры более чем на 18 месяцев. За это время он получил квалификацию инструктора физического воспитания. В конце концов, Энтони прекратил играть из-за травмы, угрожающей карьере. Тем не менее, позднее он признался, что у него не было возможности играть на самом высоком уровне.

## Награды
- Орден Британской империи степени члена (12 июня 2010) — «за заслуги в футболе»[5].